# Olaf Nolden
Olaf Nolden (* 28. April 1969) ist ein Handball-Lobbyist aus Köln. 
Im Jahre 2001 verlegte der VfL Gummersbach erstmals ein Bundesliga-Spiel in die neu eröffnete Kölnarena. Gegner war der THW Kiel. Die Fernsehanstalten konnten sich bei diesem Ereignis, immerhin ein damaliger Zuschauerweltrekord für Vereins-Handball-Spiele, nicht zu einer bundesweiten Übertragung entschließen. Lediglich das Kölnfenster des Westdeutschen Rundfunks übertrug die Partie live und in voller Länge. 
In Anbetracht dieser Tatsache beschloss Nolden etwas für die größere Verbreitung des Handballs im deutschen Fernsehen zu tun. Seine Webseite "Mehr Handball im Fernsehen" hatte letztlich großen Erfolg und verhalf dem Handball tatsächlich zu einer deutlich gesteigerten Präsenz in diesem Medium. In der Folge richteten Nolden und handballimfernsehen.de den Fokus darauf, einen Überblick über die Handball-Termine im Handball zu liefern, u. a. mit einem wöchentlichen Newsletter. 
Aus dem Projekt entstand auch die IG Handball, ein Zusammenschluss mit z. B. dem Nachrichtenportal handball-world.com, bei dem Olaf Nolden bis Sommer 2007 neben Christian Ciemalla einer von zwei (ehrenamtlichen) Chefredakteuren war, sowie dem Diskussionsforum handballecke.de. Am 13. Dezember 2007 beendete Nolden auch sein Engagement für seine Seite "Handball im Fernsehen". Sie wird jedoch weiter betrieben und nun von Felix Buß betreut. 